# Studnia O
Studnia O. – grupa artystyczna zajmująca się sztuką opowiadania (storytelling). 
Grupa powstała w 1997 roku i jest pierwszym w Polsce stowarzyszeniem opowiadaczy. Zespół tworzą Beata Frankowska, Magda Lena Górska, Paweł Górski, Jarek Kaczmarek, Agnieszka Aysen Kaim, Dorota Maciejuk, Małgorzata Litwinowicz.
Źródłem opowieści Studni jest bogata i różnorodna tradycja literatury ustnej: bajki i baśnie, mity i eposy z różnych kultur a także historie autorskie. Działalność opowiadaczy nie jest jednak próbą rekonstrukcji dawnych praktyk opowiadania czy wiernym odtwarzaniem tradycyjnych narracji. Sztukę opowiadania traktują jako indywidualną twórczość artystyczną, inspirowaną tradycją, lecz wpisującą się w kontekst współczesności. Praktykę opowiadania historii łączą z rozległą działalnością animacyjną i edukacyjną.
Od 2006 roku Stowarzyszenie organizuje w Warszawie cykliczny Międzynarodowy Festiwal Sztuki Opowiadania. Inne projekty Studni O. to m.in.
- Egle – królowa węży – bajki litewskie
- Ocean opowieści
- Kostiumy konstytucji
- Historie słowiańskie
- Taniec opowieści, czyli Chasydzi Piaseczna[2]
- Opowiadanie na śniadanie
- Departament Poszukiwań Rozkoszy Doskonałej[3]
- Opowiadacze w muzeum[4]
- Bajki robotów i wiele innych działań artystycznych, edukacyjnych i warsztatowych[5].

Studnia O. współpracowała m.in. z Zamkiem Królewskim w Warszawie, Muzeum Narodowym w Warszawie, Państwowym Muzeum Etnograficznym, Centrum Edukacji Obywatelskiej, Muzeum Historii Żydów Polskich, Centre de Littérature Orale w Vendôme we Francji. Członkowie grupy uczestniczyli m.in. w festiwalu Daję Słowo w Lublinie, Jarmarku Dominikańskim w Gdańsku, Festiwalu Rytmu i Ognia FROG 2008, International Festival of Story and Song w Irlandii.